# 彼得羅妮拉·德·米斯
彼得羅妮拉·德·米斯（英語：Petronilla de Meath；約1300年—1324年11月3日），是一名愛爾蘭-諾曼女貴族，是大不列顛島與愛爾蘭島目前已知第一位以巫術罪名判處死刑的女巫嫌疑人。
審巫案發生時，彼得羅妮拉·德·米斯是愛麗絲·吉蒂勒夫人的女僕。吉蒂勒夫人曾有過四段婚姻，而她的四任丈夫都在婚姻期間不幸死亡，這使她丈夫的孩子們指控她以下毒、施術的方式謀殺了他們。身為吉蒂勒夫人的女僕，彼得羅妮拉也被捲入了審巫案中，最後吉蒂勒夫人成功逃離了愛爾蘭，但彼得羅妮拉·德·米斯卻被鞭打並以火刑處死。

## 認罪與處刑
包括彼得羅妮拉在內，吉蒂勒夫人和她的侍從們被施以七條指控：犯下異端、向惡魔獻祭、與惡魔親密交談、用魔法來暗中破壞並擊敗教會、為基督徒調配愛情魔藥和憎恨魔藥使其腐敗、謀殺愛麗絲的丈夫們、與惡魔發生性關係。
主導了這起審巫案的奧索里主教理查·德·雷里德寫道：
……她們否定了基督與教會；她們將活生生的動物切成碎塊，灑在十字路口上，用來獻祭給一個名叫「亞特之子」的惡魔，換取牠的幫助；她們偷取教堂的鑰匙，並在夜晚舉行集會；她們將公雞的內臟和腸子、蠕蟲、從屍體上剪下的指甲、臀部毛髮、一名尚未接受洗禮便死去的男孩的衣服，放入一名強盜的頭骨中；她們透過這種方式所釀造出的魔藥，可以煽動人們去愛、恨、殺與折磨基督徒；愛麗絲本人則擁有一名特定的男魅魔，她向這名惡魔公開自己的肉體，使牠能變換成愛麗絲、貓、毛茸茸的黑狗或是一名黑人（aethiopos），她從中獲得了財富；愛麗絲用她的巫術謀殺了其中幾位丈夫，並使剩下的為她所著迷，結果他們把所有的財產都給了她和她的兒子。
指控涉及了巫術罪、惡魔信仰和多起謀殺，吉蒂勒夫人本身還被指控透過巫術非法賺取財富。這些指控主要來自於她那些已故丈夫在從前的婚姻中所生下的孩子。這起審巫案發生時，愛爾蘭還沒有任何正式的成文巫術法規。因此，在本次事件中，原告們引用將巫術視為異端的教會法作為法律基礎，而不是將巫術視為輕罪的英格蘭法律。吉蒂勒夫人後來成功逃離到法蘭德斯或英格蘭，躲過審巫案的魔爪，但她的其他同伴就沒這麼幸運了，特別是彼得羅妮拉。雷里德主教下令對彼得羅妮拉和其他經濟地位較低下的同夥施以酷刑，並將她們關押在基爾肯尼。教宗若望二十二世的詔書《Super illius specula》成為了執法者的靠山，他們得以合法盤查這群被告。最後，這群被告承認了那些針對他們的指控。在雷里德的著作《A Contemporary Narrative of the Proceedings Against Dame Alice Kyteler: Prosecuted for Sorcery in 1324》中記載道：
……儘管她對於她們這種可恨的伎倆確實相當熟練，但她卻說和她的女主人相比，她的這些伎倆根本就不算什麼，她所知的這些東西都是從她的女主人身上學來的；的確，放眼英格蘭王的全部疆域，沒有人能在這方面更勝於她，或是與她比肩……
彼得羅妮拉宣稱，吉蒂勒夫人向一名惡魔公開自己的肉體，她向惡魔諮詢並製作出了魔藥，她的這些行為可以說是否定了「基督與教會的信仰」。彼得羅妮拉還認為，她和她的女主人藉由在木樑上塗抹魔藥，使得兩人都可以在空中飛行。之後，彼得羅妮拉被迫向公眾宣布：吉蒂勒夫人和她的追隨者全都有罪。在主教雷里德的指示下，彼得羅妮拉被貶為異端，她先是被施以六下鞭刑（根據雷里德的說法，這六下分別代表著六個教區），接著被綁上火刑柱處死。基爾肯尼方濟各會書記約翰·克林記錄下了她的死亡：「彼得羅妮拉·德·米狄亞（Petronilla de Midia）……被宣判犯下巫術、財產搶奪、向惡魔獻祭等罪名，以火焰灼燒處死。此外，在她之前，在愛爾蘭從未見過或聽過有任何人因被判定為異端而被判處死刑。」。
彼得羅妮拉被認為是另一名叫作芭西麗（Basil）或芭西麗亞（Basilia）的被告的母親，不同於彼得羅妮拉，芭西麗最後成功逃離了基爾肯尼。在歷史學家詹姆斯·威爾爵士的著作《History of the Bishops of the Kingdom of Ireland and of Such Matters Ecclesiastical and Civil （页面存档备份，存于）》中寫道，芭西麗最後是與吉蒂勒夫人一同逃脫的。

## 大眾文化中的彼得羅妮拉·德·米斯
- 在美國女性主義藝術家朱迪·芝加哥的裝置藝術作品《晚宴》（1979年）中，為總共39名在神話或歷史中深具意義的女性人物設置了晚宴的席位，而其中一席席位便是屬於彼得羅妮拉的，她的席位位於赫德嘉·馮·賓根和克里斯蒂娜·德·皮桑之間。

## 延伸閱讀
- Barstow, Anne Llewellyn. Witchcraze: A New History of the European Witch Hunts. San Francisco: HarperCollins, 1995.
- Jones, Prudence, and Nigel Pennick. A History of Pagan Europe. London and New York: Routledge, 1995.
- Kors, Alan Charles, and Edward Peters, eds. Witchcraft in Europe, 400–1700: A Documentary History. 1972; 2nd ed., Philadelphia: University of Pennsylvania Press, 2000.
- Levack, Brian P., ed. The Witchcraft Sourcebook. London: Routledge, 2004.
- Oldridge, Darren, ed. The Witchcraft Reader. London: Routledge, 2002.
- Purkiss, Diane. The Witch in History: Early Modern and Twentieth-Century Representations. London and New York: Routledge, 1996.
- Williams, Selma R., and Pamela Williams Adelman. Riding the Nightmare: Women and Witchcraft from the Old World to Colonial Salem. New York: Harper, 1972.
- Petronilla de Meath: the dramatic history of the first witch burned at the stake https://random-times.com/2018/07/07/petronilla-de-meath-the-dramatic-history-of-the-first-witch-burned-at-the-stake/ （页面存档备份，存于）